# ミュニシパル・ウェイスト
ミュニシパル・ウェイスト (MUNICIPAL WASTE) は、アメリカ合衆国バージニア州リッチモンド出身のクロスオーバースラッシュメタルバンド。ハードコアパンクとスラッシュメタルの融合で多くのファンに支持されている。

## 経歴
- 2000年、トニー・フォレスタ（Vo）、ライアン・ウェイスト（G）、アンディ・ハリス（B）、ブレンダン・トラーチェ（Dr）の4人にて結成。
- 2002年、ブレンダンが脱退。ブランドン・フェレルが加入。
- 2003年、SIX WEEKS RECORDSより1st「WASTE 'EM ALL」をリリース。

アルバム発表後、アンディとブランドンが脱退。新たに、フィリップ・"ランド・フィル"・ホールとデイヴ・ウィッテが加入。
- 2005年、イヤーエイク・レコードに移籍し、2nd「HAZARDOUS MUTATION」をリリース。
- 2007年、3rd「THE ART OF PARTYING」を発表。本作で日本デビューを果たす。
- 2015年、ニック・"ニクロポリス"・プーロスが加入し、現在のラインナップになる。

## メンバー

### 現メンバー
- トニー・フォレスタ (Tony Foresta) - ヴォーカル
- ライアン・ウェイスト (Ryan Waste) - リズムギター、バッキングボーカル
- ニック・"ニクロポリス"・プーロス (Nick "Nikropolis" Poulos) - リードギター
- フィリップ・"ランド・フィル"・ホール (Philip "Land Phil" Hall) - ベース、バッキングボーカル
  - 実の兄弟であるJosh "HallHammer" Hallと結成したバンドCannabis Corpse（英語版）でも活動。
- デイヴ・ウィッテ (Dave Witte) - ドラム
  - MUNICIPAL WASTE加入前は、DISCORDANCE AXISやBURNT BY THE SUNで活躍。

### 元メンバー
- アンディ・ハリス (Andy Harris) - ベース
- ブレンダン・トラーチェ (Brendan Trache) - ドラム
- ブランドン・フェレル (Brandon Ferrell) - ドラム

## ディスコグラフィー
- Waste 'em All （2003年／1st）邦題「ウェイスト・エム・オール」
- Hazardous Mutation （2005年／2nd）邦題「ハザーダス・ミューテーション」
- The Art of Partying （2007年／3rd） 邦題「狂気のスラッシュパーティー」
- Massive Aggressive  (2009／4th)　邦題「無敵のスラッシュ野郎ども」
- The Fatal Feast  (2012／5th)　邦題「ザ・フェイタル・フィースト」
- Slime and Punishment  (2017／6th） 邦題「スライム・アンド・パニッシュメント」
- Electrified Brain (2022／7th） 邦題「エレクトリファイド・ブレイン」